# Ruta CH-231
La Ruta CH-231 es una carretera chilena que abarca la Región de Los Lagos en el Sur de Chile. La Ruta se inicia en Puerto Ramírez y finaliza en el Paso Fronterizo Futaleufú, a 335 m s. n. m. La Ruta contunúa en Argentina como Ruta Nacional 259.

## Áreas Geográficas y Urbanas
- kilómetro 0 Acceso a Palena y Chaitén.
- kilómetro 19 Acceso a Cascadas Los Saltos.
- kilómetro 41 Acceso a Lago Espolón.
- kilómetro 48 Comuna de Futaleufú.
- kilómetro 58 Paso Fronterizo Futaleufú.

## Aduanas
- Complejo Fronterizo Futaleufú Emplazado entre extensos campos y bosques a 335 metros.
- Documentos Aduanas Chile, Servicio Agrícola Ganadero, Policía de Investigaciones y Carabineros en El Límite.
- Horario Esta avanzada se encuentra abierta de 8 a 20 horas en invierno y de 8 a 21 horas en verano. El horario de verano se coordina entre los distintos servicios de la avanzada. Se recomienda confirmar la atención entre las 20 y 21 horas.

## Sectores de la Ruta
- Puerto Ramírez·Paso Fronterizo Futaleufú Carretera Consolidada.

- Datos: Q6113922